# Shaoang Liu
Shaoang Liu, chiń. 刘少昂; pinyin Liú Shào’áng; (ur. 13 marca 1998 w Budapeszcie) – węgierski łyżwiarz szybki specjalizujący się w short tracku, dwukrotny mistrz olimpijski, multimedalista mistrzostw świata i Europy, zwycięzca klasyfikacji Pucharu Świata 2016/2017 w biegach na dystansie 1000 m.

## Biografia
Jest synem Chińczyka i Węgierki, jego brat Shaolin Sándor Liu również uprawia short track. Wspólnie z bratem Shaoang Liu zaczynał karierę od pływania, zaprzestał jednak uprawiania tej dyscypliny z uwagi na problemy zdrowotne. Od 2006 roku trenuje łyżwiarstwo. Sam o sobie mówi, że ma węgierską budowę ciała i chińską szybkość.
W 2012 roku złamał lewy obojczyk. W 2014 roku na mistrzostwach świata juniorów w Erzurum zdobył srebrny medal w sztafecie. Rok później zdobył również srebrne medale w sztafecie podczas mistrzostw świata w Moskwie i mistrzostw Europy w Dordrechcie. W 2016 roku zdobył brązowy medal zimowych igrzysk olimpijskich młodzieży w Lillehammer w biegu na 1000 m. W tym samym roku dwukrotnie stanął na podium mistrzostw świata w Seulu (zdobył srebro w biegu na 1500 m i brąz na 500 m) oraz raz na podium mistrzostw Europy w Soczi, zdobywając srebro w sztafecie. W 2017 roku wywalczył dwa medale mistrzostw świata w Rotterdamie – srebrny na 1000 m i brązowy w sztafecie, złoty medal mistrzostw świata juniorów w Innsbrucku w wieloboju oraz dwa srebrne medale mistrzostw Europy w Turynie – w biegach na 1000 i 1500 m. W 2018 roku zdobył brąz podczas mistrzostw świata w Dreźnie w sztafecie.
W sezonie 2016/2017 triumfował w klasyfikacji generalnej Pucharu Świata na dystansie 1000 m.
W lutym 2018 roku wystąpił w czterech konkurencjach podczas igrzysk olimpijskich w Pjongczangu. W rywalizacji sztafet, w których zaprezentowali się także Csaba Burján, Viktor Knoch i Shaolin Sándor Liu, węgierski zespół zdobył mistrzostwo olimpijskie. Był to pierwszy złoty medal zimowych igrzysk olimpijskich dla Węgier. W pozostałych startach Shaoang Liu zajął 19. miejsce w biegu na 500 m, 20. na 1500 m oraz został zdyskwalifikowany w rywalizacji na 1000 m.
W styczniu 2019 roku zdobył pięć medali mistrzostw Europy w Dordrechcie – złote w sztafecie i na dystansie 500 m, srebrne w wieloboju i na 1500 m oraz brązowy na 3000 m. W lutym tego roku złamał trzy kości w lewej ręce po upadku podczas zawodów Pucharu Świata w Dreźnie.